# Koninklijke Fanfare Onafhankelijkheid Wiekevorst
De Koninklijke Fanfare Onafhankelijkheid van Wiekevorst (KFOW) is een van de twee fanfares in het dorp Wiekevorst, een deelgemeente van Heist-op-den-Berg in de Belgische provincie Antwerpen.

## Ontstaan
Uit de schoot van de Wiekevorstse zangvereniging De goeden lever werd in 1871 het Fanfarengenootschap Onafhankelijkheid van Wiekevorst opgericht.  K.F. Onafhankelijkheid speelt in de superieure afdeling van de provincie, én van Vlamo. Onder leiding van Bert Van Thienen werd de fanfare provinciaal kampioen Vlamo in 2008.
Het groot orkest telt ongeveer 65 leden, het kleinere jeugdorkest een 30-tal.

## Dirigenten
????-heden: Bert Van Thienen

## Trivia
Naar aanleiding van het 140-jarige bestaan van de vereniging werd een uitgebreid nieuwjaarsconcert gegeven in het cultuurcentrum Zwaneberg te Heist-op-den-Berg. Dit concert werd gebracht door het fanfareorkest, een piano, een harp en twee gastsolisten: Anneke Luyten en Ludo Mariën.